# Bactrocera melanogaster
Bactrocera melanogaster är en tvåvingeart som beskrevs av Drew 1989. Bactrocera melanogaster ingår i släktet Bactrocera och familjen borrflugor. Inga underarter finns listade.